# Avogadro (månekrater)
Avogadro er et gammelt nedslagskrater på Månen. Det befinder sig på den nordlige halvkugle på Månens bagside og er opkaldt efter den italienske lærde Amedeo Avogadro (1776-1856).
Navnet blev officielt tildelt af den Internationale Astronomiske Union (IAU) i 1970. 

## Omgivelser
De nærliggende, betydende kratere er Tikhov, som næsten er forbundet med Avogadros sydøstlige rand, Oberth mod vest og Schjellerup mod nord-nordvest. Mod syd-sydvest ligger Yamamotokrateret, og længere mod syd findes den store bjergomgivne slette, D'Alembert. 

## Karakteristika
Avogadrokrateret er stærkt nedslidt og eroderet af senere nedslag, så randen nu ikke er meget mere end en afrundet kant, som omgiver kraterfordybningen. Også kraterbunden er nedslidt og dækket af mange småkratere af varierende størrelse. Mange af disse småkratere er selv eroderet, så de kun har efterladt et svagt spor på bundens overflade.

## Satellitkratere
De kratere, som kaldes satellitter, er små kratere beliggende i eller nær hovedkrateret. Deres dannelse er sædvanligvis sket uafhængigt af dette, men de får samme navn som hovedkrateret med tilføjelse af et stort bogstav. På kort over Månen er det en konvention at identificere dem ved at placere dette bogstav på den side af satellitkraterets midte, som ligger nærmest hovedkrateret. Avogadrokrateret har følgende satellitkratere:
| Avogadro | Længde  | Bredde   | Diameter |
| -------- | ------- | -------- | -------- |
| D        | 64,4° N | 169,5° Ø | 20 km    |

## Måneatlas
- Billeder af Avogadrokrateret i LPI-måneatlasset